# Limnephilus affinis
Limnephilus affinis är en nattsländeart som beskrevs av Curtis 1834. Limnephilus affinis ingår i släktet Limnephilus och familjen husmasknattsländor. Arten är reproducerande i Sverige. Inga underarter finns listade i Catalogue of Life.